# Csomafalvi-Dél-hegy
A Csomafalvi-Dél-hegy (románul: Amza) a Déli-Görgény legmagasabb pontja, Hargita megyében, egy harmadkori vulkáni kráter peremének része.